# Dénomination d'une personne en hongrois
 (juillet 2023).
Si vous disposez d'ouvrages ou d'articles de référence ou si vous connaissez des sites web de qualité traitant du thème abordé ici, merci de compléter l'article en donnant les références utiles à sa vérifiabilité et en les liant à la section « Notes et références ».
En hongrois, le nom de personne se présente sous la forme du nom de filiation (vezetéknév ou családnév, équivalent du nom de famille) suivi du postnom (utónév, équivalent du prénom). Cette terminologie de « postnom » retranscrit l'usage de placer le nom individuel après le nom de filiation. Cet usage est également présent dans d'autres langues non indo-européennes, le japonais par exemple.

## Postnoms

### Origines
Les postnoms sont en grande partie d'origine hébraïque, latine, grecque, allemande, slave, turque et magyare.

### Surnoms

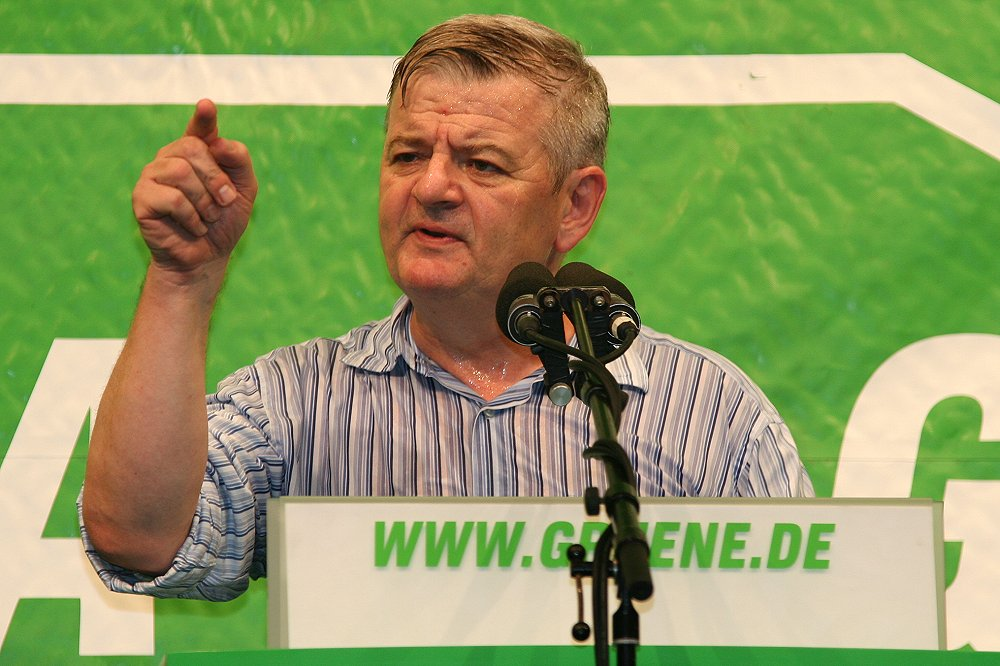
Joschka Fischer, Joseph de son vrai prénom, tient son nom public du surnom hongrois Jóska.

En hongrois, la pratique du postnom hypocoristique ou surnom (becenév) est particulièrement répandue. Celui-ci est attribué par les membres de la famille et les amis avec une vocation affective certaine, mais aussi de différenciation entre porteurs du même postnom. Parfois, celui-ci est formulé sans aucun lien avec le postnom du porteur (par exemple Öcsi, Potyi, Csöpi, Baba, Babi, Babus, Mókus, Zizi, Pipi, Zsuzsu). Lorsque le surnom est attribué à une personne au cours de son enfance, celui-ci peut lui rester collé à vie. Ferenc Puskás était surnommé Puskás Öcsi par ses supporters notamment ; dans un autre registre, l'ancien ministre allemand d'origine hongroise Joschka Fischer tient son nom public du diminutif de Joseph/József (Jóska, [ˈjoːʃkɒ]), son prénom à l'état civil.
À chaque postnom hongrois correspondent plusieurs possibilités de surnoms dérivés. Il existe ainsi quatre façons de former un surnom à partir du postnom : par troncation (csonkítással), par ajout d'un suffixe diminutif (kicsinyítőképzővel), par ajout d'un suffixe diminutif au nom tronqué (csonkított név kicsinyítőképzővel), par redoublement (ikerítéssel).

#### Formation par troncation
Cette pratique concerne surtout les noms plutôt longs, comportant plus de trois syllabes, ramenés ainsi à une ou deux syllabes. Pour les hommes, il en va ainsi de Bene (Benedek), Kele (Kelemen), Ágos (Ágoston), Barna (Barnabás), Berta/Barta/Bertal/Bartal (Bertalan, anciennement Bartalan), Csép (Csépán), Dán/Dány/Dani (Dániel), Deme/Döme (Demeter, Dömötör), Dien (Dénes), Gede (Gedeon), Boldi/Bódi (Boldizsár), Lesta (Leustachius/Lesták), Pongor (Pongrác/Pongorác). Concernant Bene et Kele par exemple, ils peuvent également s'écrire avec un -i à la place du -e, ce qui les rangerait dans la catégorie des surnoms formés par suffixe diminutif.
Pour les femmes, il en va également de Kata (Katalin), Zsófi (Zsófia), Erzse/Erzsi/Örzse (Erzsébet).

#### Formation par suffixe
Ce procédé consiste à ajouter un suffixe diminutif à des prénoms courts. Concrètement, le sens de ces surnoms en français équivaudrait à « petit (ou dérivé) + surnom » (Jánoska, de János : « p'tit Jean »). C'est aussi le cas d'Ivánka (Iván), Péterke (Péter), Katalinka (Katalin), Mihálka (Mihály), Miklóska (Miklós), Andráska (András), Sala (Saul/Sál/Salamon). L'ajout d'un suffixe au prénom originel peut également ne pas revêtir de sens particulier et ne consister qu'en un dérivatif neutre du nom de baptême : Balassa (Balázs), Lőrince (Lőrinc), Gyenese, Márka, Jánosa, Petra, Vida, Miklósa ou encore Iváncs/Iváncsa/Ivanis, Peterd, Miháld, Endréd voire Paló/Palló (Pál), Vidó, Petró, Pall.

#### Formation par suffixe ajouté au nom tronqué
La formation par suffixe ajouté au nom tronqué consiste principalement à mélanger les deux premiers procédés et représente ainsi une façon de multiplier substantiellement les possibilités de créer des dérivés à partir d'un même nom.
Avec -a et -e, cela donne : Anda (András), Bona (Bonifác), Bóda~Bolda (Boldizsár), Csépe~Csépa (Csépán), Doma (Domokos), Dóra (Dorottya), Fora (Forján, Flórián), File/Füle (Filep, Fülöp), Gera (Gerhard, Gellért), Gere/Göre (Gergely), Györe (György), Jana (János), Józsa (János ou József), Kalya/Kala (Kálmán), Lőre (Lőrinc), Mihe (Mihály), Mike (Miklós), Pete (Péter) ou encore Sike (Szixtus).
Avec -ó et -ő , cela donne : Ambó/Ambró (Ambrus), Andó (András), Baló (Balázs), Balló (Barnabás), Bazsó (Basileus), Bonó (Bonifác), Bendő/Bende (Benedek), Benő (Benedek vagy Benjámin), Domó (Domokos), Doró (Dorottya), Estő (Estván), Fabó (Fábián), Filó (Filep), Galó~Galló (Gál), Gazsó (Gáspár), Gerő/Gergő (Gergely), Gedő (Gedeon), Igó (Ignác), Imrő (Imre), Istó (István), Janó (János), Kaló (Kálmán), Kató (Katalin), Kelő (Kelemen), Markó (Márk), Mató (Máté vagy Mátyás), Mikó (Miklós), Pető (Péter), Radó (Radimir, Radislav), Sebő (Sebestyén), Zsigó (Zsigmond)
Le suffixe -i reste le plus courant dans la formation des diminutifs : Anti (Antal), Bali (Balázs), Berti (Bertalan), Feri (Ferenc), Gazsi (Gáspár), Jani (János), Kati (Katalin), Matyi (Mátyás), Misi (Mihály), Peti (Péter), Trézsi (Terézia), Viki (Viktória).
Le suffixe -s se décline selon la règle de l'harmonie vocalique en -is, -us, -es, -os : Annus (Anna), Antos (Antal), Benyus (Benedek), Dános (Dániel), Ipos (Ippolit/Hippolit), Petes (Péter), Katus (Katalin), Terus (Terézia), Julis (Júlia), Bónis (Bonifác), Petüs (Péter), Mortus/Martus (Márton), Andos (András), Mikus/Mikos (Miklós), Benis/Benes (Benedek), Fóris (Flórián), Gyüres (György) Gedes/Gödes (Gedeon), Kalis (Kálmán), Mikes (Miklós), Ábris (Ábrahám), Lidus (Lídia).
À partir du -ny, les surnoms sont plus rares : Györény/Györkény (György) en est l'exemple le plus frappant. C'est également le cas du -d : Gerd (Gergely) ou du -k : Jánk/Jánok (János), Lök (Lőrinc), Petk (Péter).
À partir du -cs enfin : Adacs (Ádám), Andocs/Andics (András), Ipacs (Ipoly-Ipót-Hippolit), Lőcs (Lőrinc), Pócs (Pál), Bencs (Benedek), Dancs (Dániel), Jakucs (Jakab), Benics (Benedek), Berics (Bertalan), Gerecs (Gergely), Kálics (Kálmán), Petecs (Péter).

#### Formation par redoublement
Les surnoms par redoublement sont des dérivés phonétiques de surnoms par troncation. Il en va ainsi de Bandi (issu d'Andi-Bandi, András), Bözsi (Özsi-Bözsi : Erzsébet), Pörzsi (Örzsi-Pörzsi, Erzsébet), Pista (Ista-Pista, István), Pila (Ila-Pila), Panna/Panni (Anna-Panna, Anni-Panni).

## Cadre juridique de la nomination des personnes

### Choix des postnoms
En Hongrie, le choix d'un postnom pour l'enregistrement d'un enfant à l'état civil (anyakönyv) est beaucoup plus strict qu'il ne l'est dans la plupart des pays d'Europe de l'Ouest. Malgré une certaine libéralisation récente[Quand ?] du choix des postnoms, l'usage restreint consiste encore à les choisir parmi une liste officielle, sauf dans le cas d'enfants nés de parents étrangers.
La liste ci-dessous reprend intégralement le Magyar utónévkönyv (« livre des postnoms hongrois ») élaboré par János Ladó.
Celle-ci comporte deux grandes catégories de postnoms masculins et féminins. Ceux-ci peuvent être « recommandés » (ajánlott) car d'usage fréquent en Hongrie ou « acceptés » (elfogadható) bien que moins classiquement hongrois (magyaros). En revanche, les prénoms qui ne figurent pas sur la liste officielle ne sont pas acceptés. Ils peuvent être utilisés dans l'usage courant, mais ne seront que des prénoms d'usage n'ayant jamais un statut officiel. La liste qui suit ne figure que les postnoms recommandés.

### Mariage
Après le mariage, chacun des époux choisit officiellement, soit de garder son nom de famille antérieur, soit de porter le nom de famille de son conjoint ou sa conjointe, soit de porter un nom de famille composé des deux noms reliés par un tiret. Les enfants portent le nom de famille des parents si ceux-ci ont choisi de porter le même nom de famille ; dans le cas contraire, les enfants issus du même mariage doivent tous porter le même nom de famille, qui est soit celui de l'un des parents, soit un nom de famille composé des deux noms reliés par un tiret. Les noms de famille composés ne peuvent dépasser deux éléments, autrement dit, si l'un des noms de famille antérieurs est déjà composé, seul l'un de ses deux éléments peut être utilisé.
Une particularité hongroise est qu'il est aussi donné à l'épouse la possibilité d'utiliser le suffixe -né « épouse (de) » après le nom de son mari, sous la forme suivante : si une Serényi Zsuzsanna épouse un Németh László (prénoms Zsuzsanna et László), elle peut choisir comme nom complet
- Németh Lászlóné, forme traditionnelle qui fait perdre à l'épouse à la fois son nom et son prénom de jeune fille,
- ou Németh Lászlóné Serényi Zsuzsanna, forme longue et peu fréquente,
- ou Némethné Serényi Zsuzsanna, forme aujourd'hui préférée par les femmes parmi les diverses possibilités de nom officiel après le mariage, selon des données de 2006[3].

En cas de divorce, chacun garde le nom qu'il portait pendant le mariage, sauf s'il demande à en changer. La majorité des femmes portant le nom de leur mari suffixé en -né garde ce nom même après avoir divorcé, selon des données de 1988 ; l'ex-mari ne peut interdire l'usage de son propre nom suffixé en -né à son ex-épouse que dans le cas où elle fait l'objet d'une condamnation criminelle définitive à une peine d'emprisonnement.